# ホテル モンテ エルマーナ仙台
ホテル モンテ エルマーナ仙台（ホテル・モンテ・エルマーナせんだい、Hotel Monte Hermana Sendai）は、宮城県仙台市青葉区花京院にあるホテルモントレ株式会社が運営するチェーンホテル。

## 概要
2005年、花京院に複合ビルを2棟建設する再開発事業が承認された。そのうちの1棟にはホテルが入居することが決まっており、「ホテルリッチフィールド」系のホテルが入居する予定であった。しかし、2009年にリッチフィールド側が仙台市内でのホテル競争激化と昨年秋からの不況などを理由に、リッチフィールド側が出店を辞退した。そこで、仙台での業務拡大を狙う大手の「ホテルモントレ」が入居することになった。
約600m南の位置には「ホテルモントレ仙台」が既に展開されていることから、当ホテルは従来よりカジュアル路線の新ブランド「モンテ エルマーナ（Monte Hermana、スペイン語で「山の姉妹」）の第1号館として開業した。
デザインモチーフは旧伊達藩（仙台藩）とスペインで、慶長18年（1613年）に仙台藩主伊達政宗が慶長遣欧使節をスペイン国王・フェリペ3世およびローマ教皇・パウロ5世のもとに派遣したことに因む。
客室は、9階から14階。全275室。ホテルフロントは2階に設置。また、入居するビルは「ソララ」という名で再開発された。ホテルが入居しているビルの3階から8階部分にはティーケーピーが入居し、TKPガーデンシティPREMIUM仙台西口を運営している。

## レストラン
- Salon 萩（朝食レストラン）

## アクセス
- JR仙台駅から徒歩約3分。
- 東北自動車道仙台宮城ICから約7km。